# جيمس بوريل أنجيل

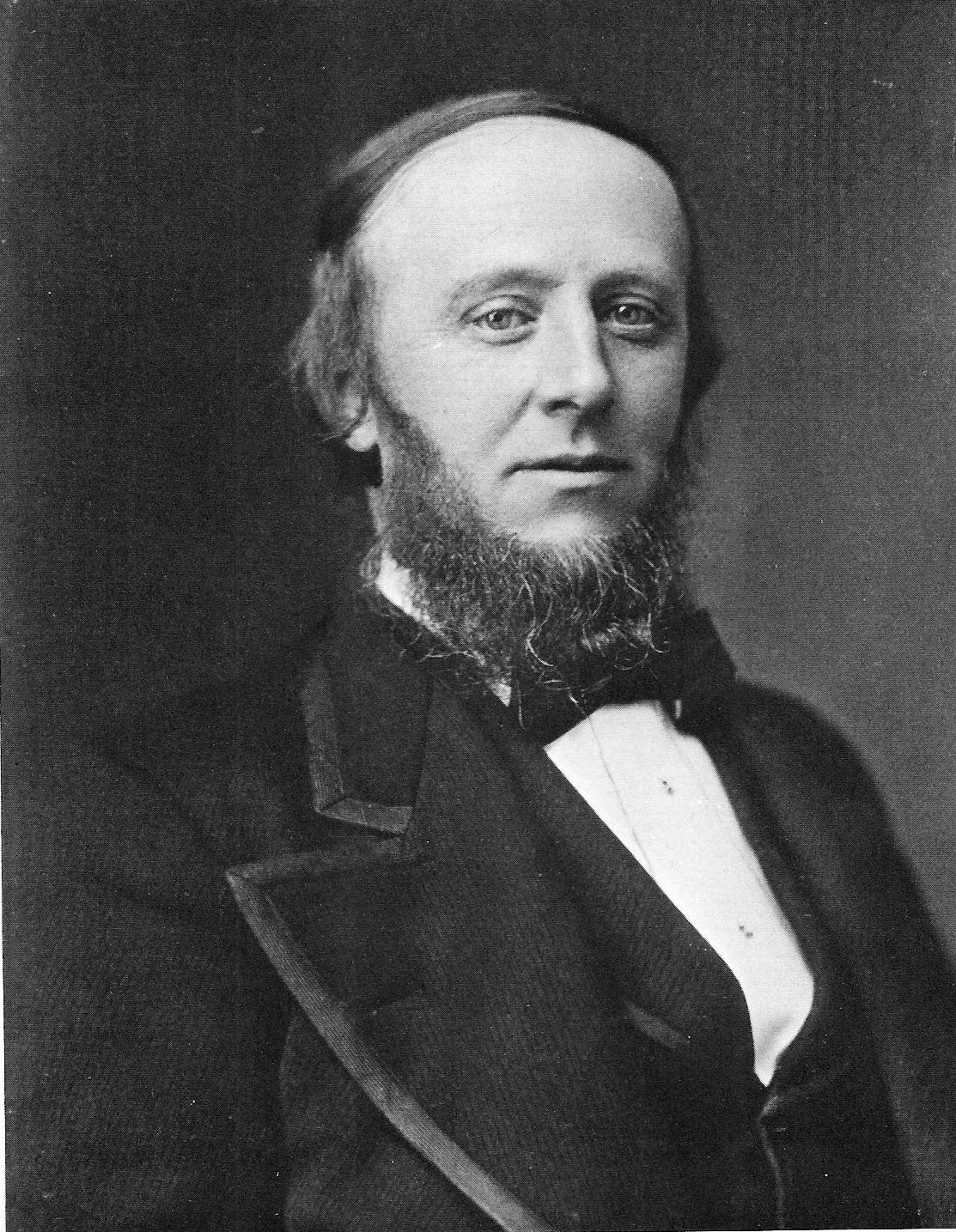
صورة لجيمس بوريل أنجيل التقطت في ديترويت ، ١٨٧٥

جيمس بوريل أنجيل (بالإنجليزية James Burrill Angell)، ولد 7 يناير 1829 وتوفي في 1 أبريل 1916، وهو اكاديمي ودبلوماسي ومؤرخ أمريكي.

## طفولته المبكرة

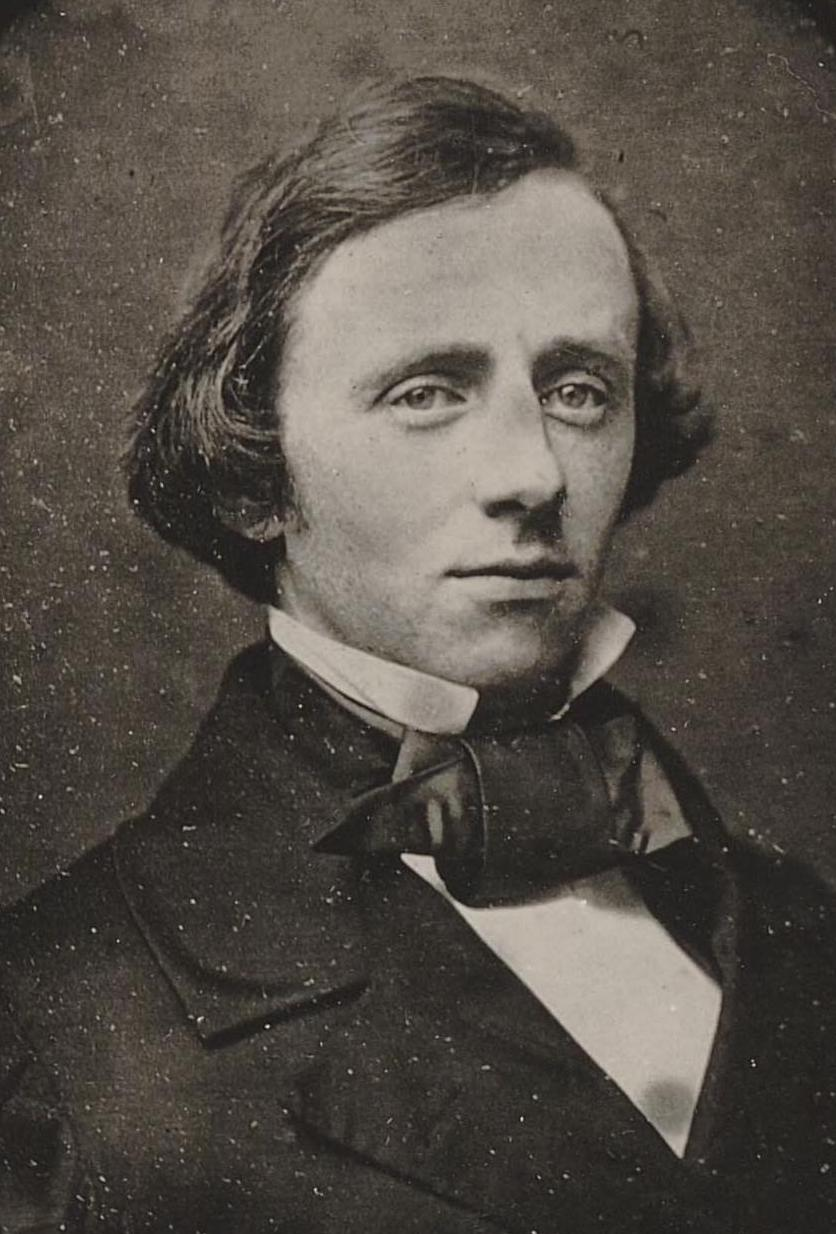
صورة جيمس بوريل أنجيل في شبابه.

ولد جيمس بوريل أنجيل في سكيتوت (رود آيلاند) (بالإنجليزية: Scituate)، في 7 يناير 1829 وهو الابن الأكبر من بين ثمانية أطفال لـ أندرو ألدريتش أنجيل وأمه إيمي ألدريتش، كان يربط والديه صلة قرابة بعيدة. وقد تم تسميته على اسم عضو مجلس الشيوخ السابق جيمس بوريل. كانت عائلة أنجيل عائلة بارزة في منطقة بروفيدنس، رود آيلاند وما حولها، منذ تأسيسها عام 1636 على يد روجر ويليامز ورفيقه توماس أنجيل. وعلى الرغم من قلة الأدلة، إلا أن هناك أدلة تشير إلى أن أسلاف توماس أنجيل كانوا من علاقات هنري الأول ملك إنجلترا
استقر حفيد توماس أنجيل عام 1710 في المزرعة التي ولد فيها جيمس، وفي العام 1730 عقد قادة سكيتوت اجتماعات المدينة، منهم رجال مثل جورج واشنطن، وبنجامين فرانكلين ، وماركيز دي لافاييت والتي بقيت خلال الحرب الثورية. 
بنى جد أنجيل نزلًا في الموقع في عام 1810، وأثنى أنجيل على ذلك البناء وعلى تفاعله خلال فترة الطفولة مع المسافرين الذين مروا ببعض من نجاحاته اللاحقة، قائلاً:«اكتسبت معرفة الرجال من خلال ملاحظات وتجارب طفولتي. في الحانة الريفية، كانت خدمة عظيمة... كان المتحدثون السياسيون البارزون يستمتعون دائمًا على مائدتنا، وكان بعضهم أصدقاء متعاونين جدًا في حياتي اللاحقة». احترق المبنى في عام 1862، و غُمرت الأرض لاحقًا أثناء إنشاء خزان سكيتوت.

## مسيرته الأكاديمية

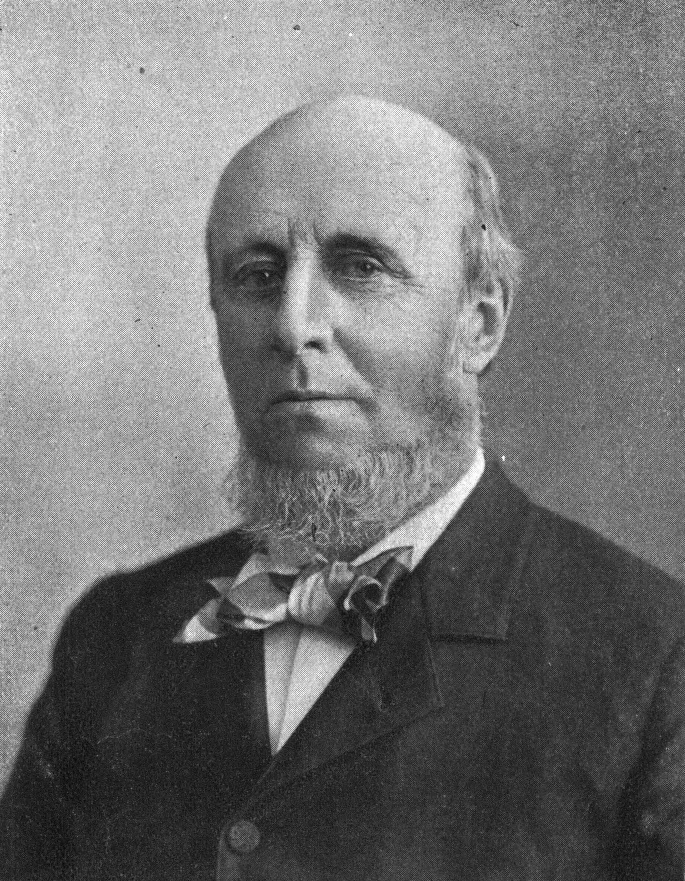
جيمس بوريل أنجيل - 1897

اشتهر بكونه الرئيس الأطول خدمة لـ جامعة ميشيغان من 1871 إلى 1909. مثَّل الانتقال من الحياة الجامعية الصغيرة إلى الجامعات ذات التوجهات الوطنية. تحت قيادته النشطة، اكتسبت ميشيغان مكانة بارزة لدى النخبة العامة. غالبًا ما يستشهد مديرو المدارس بأنجيل لتقديم رؤية مفادها أن الجامعة يجب أن توفر «تعليمًا غير مألوف للرجل العادي».
كان أنجيل أيضًا رئيسًا لـ جامعة فيرمونت من 1866 إلى 1871 وساعد تلك الجامعة الصغيرة على التعافي من الصعوبات المالية التي سببتها الحرب الأهلية. طوال الحرب، كان محررًا لمجلة بروفيدنس وكان مؤيدًا قويًا ثابتًا لـ إبراهام لنكولن خلال الحرب الأهلية.
شغل أنجيل مناصب دبلوماسية كسفير لأمريكا في الصين من 1880 إلى 1881، أثناء بعثته إلى الصين، كان المفاوض الأمريكي الأساسي لـ معاهدة آنجيل التي وقعت في عام 1880 التي حدّت من هجرة العمال إلى الولايات المتحدة. وكذلك معاهدة ثانية تقيد تجارة الأفيون.
كذلك عمل سفيرا في تركيا من 1897 إلى 1898. وفي تركيا، كان مسؤولاً عن حماية المبشرين الأمريكيين خلال الاضطرابات التي أعقبت مذبحة الأرمن. كان آنجيل عضوًا في عائلة يانكية بارزة في رود آيلاند وأصبح العديد من أحفاده من كبار الأكاديميين.
وتولى منصب رئيس الجمعية التاريخية الأمريكية خلال الفترة 1892–1893.